# YKK Group

Logotipo da empresa.

O Grupo YKK (em inglês, YKK Group) é uma companhia japonesa que detém o título de maior fabricante de zíperes do mundo. Fundada no Japão em 1934, a companhia vem crescendo constantemente e hoje atua em 71 países do mundo.

## História

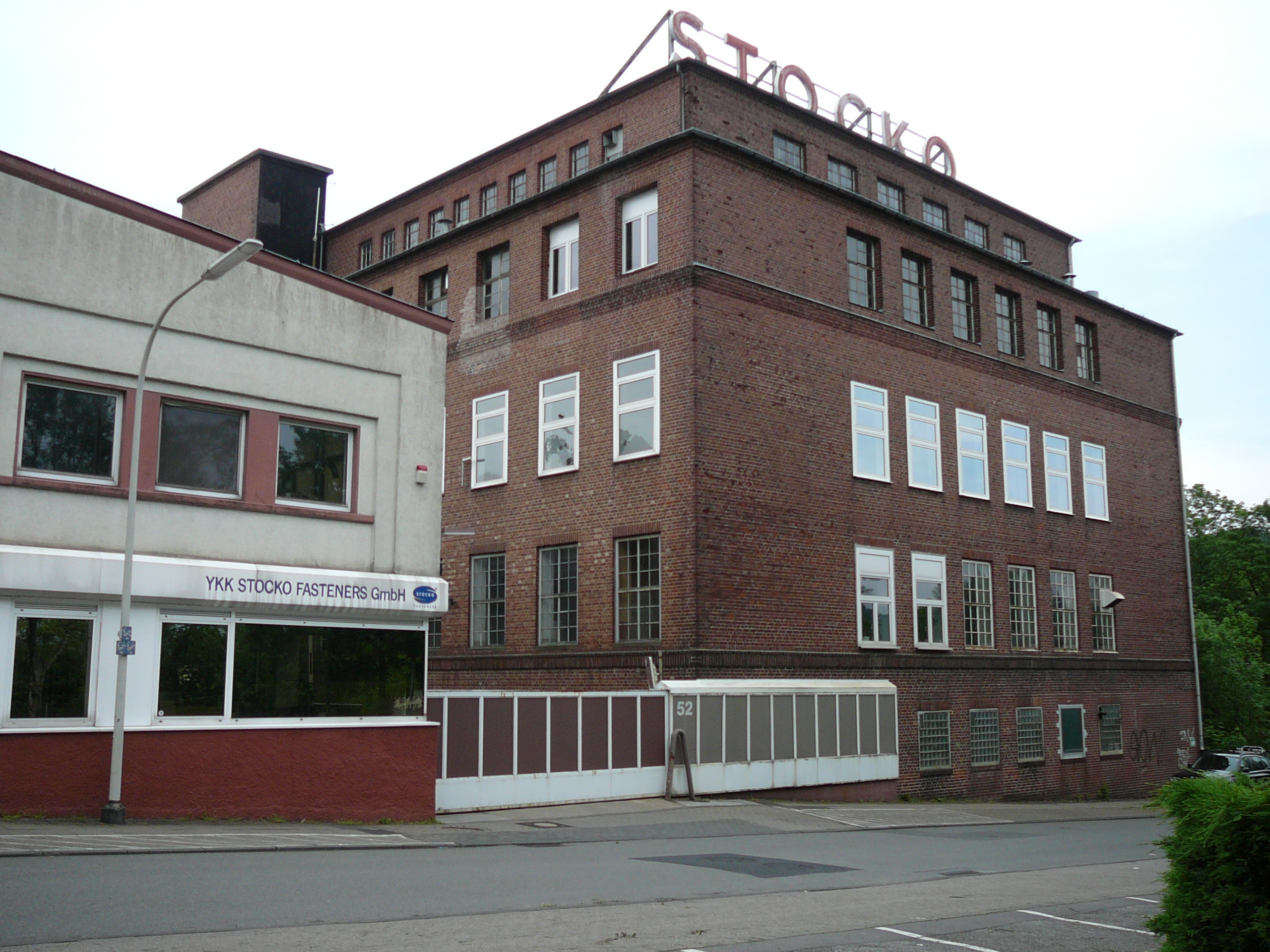
Filial da Stocko-YKK em Wuppertal, Alemanha.

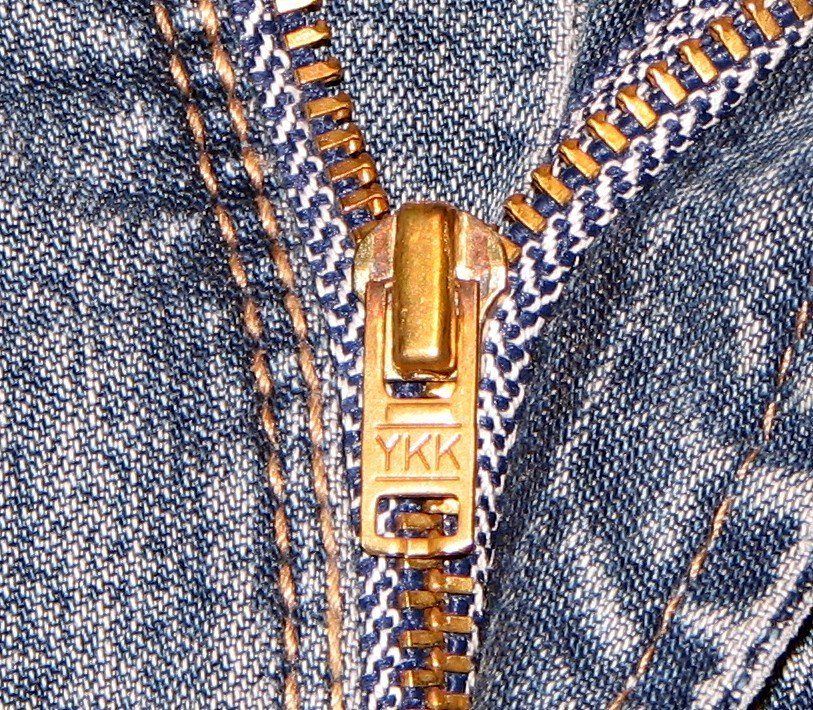
Fecho fabricado pela YKK para calças Jeans.

O que viria se tornar a YKK começou como «San-es Shokai» e foi fundada por Tadao Yoshida no distrito de Higashi Nihonbashi, Tóquio, em janeiro de 1934. A companhia se especializou na produção e comércio de fechos (zíperes) e só em janeiro de 1946 que foi registrada com o nome comercial YKK. 
Sua maior mudança tecnológica veio em 1950, quando adquiriu uma máquina americana que permitiu a automação do processo de feitura de zíperes. Previamente, seus fechos (zíperes) eram feitos a mão e tinham, portanto, uma qualidade inferior se comparados aos automatizados.
Em Portugal a empresa foi fundada em 1981, iniciando a suas atividades produtivas e comerciais em 1983. A unidade fabril situa-se no Carregado (Alenquer) e produz fechos de metal, espiral e plástico injetado, adaptados às mais diversas aplicações.
No Brasil desde 1972, atua nos mercados de moda (produção de zíperes e botões), arquitetura e agropecuária. Em Sorocaba, no estado de São Paulo, situa-se seu maior campo industrial, onde jovens são formados e encaminhados à produção.
Em seu todo, a organização opera com mais de 109 companhias afiliadas em 71 países do mundo, empregando em torno de 40 mil pessoas.